# Макарий (Ильинский)

Макарий (Ильинский Михаил Иванович)

Митропроли́т Мака́рий (в миру Михаил Иванович Ильинский; 27 октября 1866, село Городня, Тверской уезд, Тверская губерния — 12 ноября 1953, Нью-Йорк) — епископ Русской православной церкви, митрополит Нью-Йоркский, экзарх Северной и Южной Америки.

## Биография
В 1887 году окончил Тверскую духовную семинарию.
В 1891 году был рукоположён во иерея.
В 1901 году окончил Санкт-Петербургскую духовную академию со степенью кандидата богословия.
В 1911 году был направлен в США в качестве инспектора русской православной семинарии в Миннеаполисе, переведённой в 1913 году в Тенафлай.
С 1916 года — ректор семинарии в сане протоиерея.
По принятии монашества, 10 октября 1935 года был рукоположён во епископа Бостонского в ведении русской Северо-Американской митрополии.
13 октября 1935 года назначен епископом Бруклинским, викарием митрополита всей Америки и Канады. Тогда же ему было поручено участвовать в создании Свято-Владимирской православной семинарии в Нью-Йорке, которая открылась 3 октября 1938 года, а епископ Макарий стал её первым деканом. В этой должности он прослужил до 1944 года.
26 января 1946 года был принят в общение с Московским патриархатом, сохранив титул епископа Бруклинского. 15 мая того же года был награждён саном архиепископа от патриарха Алексия. При этом архиереи «Американской митрополии» подвергли его анафеме.
31 октября 1947 года назначен исполняющим обязанности экзарха Московской патриархии в Америке, а с 12 декабря того же года — экзархом.
29 марта 1948 года награждён правом ношения креста на клобуке.
С 8 июля по 18 июля 1948 года участник церковных торжеств в Москве по случаю 500-летия автокефалии Русской православной церкви, принял участие в Совещании глав и представителей автокефальных Православных церквей.
31 июля 1952 года возведён в сан митрополита и оставлен управлять православным русским экзархатом в Америке до середины 1953 года.
Скончался 12 ноября 1953 года в Нью-Йорке.